# Laquix
Laquix (en hebreu, לכיש en grec antic Λαχίς en llatí Lachis) és un consell regional del districte del Sud d'Israel, proper a Gat. L'enclavament va ser fundat a principis dels anys cinquanta i l'economia local es basa en l'agricultura, en especial la fruita i les flors. També és important la producció de vi.

## Història

### La ciutat cananea
Al segon mil·lenni aC a partir d'un antic assentament del Bronze antic (3300 aC-3000 aC) es va establir en aquell lloc una ciutat cananea. Era fortificada amb una muralla, un glacis i un fossat. A la part més alta de la ciutat hi havia una acròpoli amb un palau, residència del rei de Laquix. Aquesta primera ciutat va ser destruïda per un incendi. A l'etapa final de l'edat del bronze (1550 aC-1200 aC), Laquix va ressorgir i es va convertir en una de les ciutats més pròsperes del pròxim Orient. Es conserven unes cartes enviades pels reis de Laquix als seus senyors, els faraons de l'antic Egipte, durant l'Imperi Nou, al segle xiv aC. Va estar sotmesa a Egipte especialment després de les campanyes militars de Tuthmosis III. La ciutat es menciona a les Cartes d'Amarna amb el nom de Lakiša.
Els faraons de la XX Dinastia van perdre les possessions que tenien a Canaan, i Laquix va perdre importància. La ciutat va ser destruïda per un incendi cap a l'any 1150 aC, i els cananeus la van reconstruir i hi van aixecar dos temples. Però uns anys més tard, cap al 1130 aC, un altre incendi la va tornar a destruir. El lloc va quedar abandonat durant un llarg període. Els incendis potser es poden atribuir a les invasions dels Pobles de la mar.
La reconstrucció de la ciutat es va fer després de l'ocupació dels israelites d'aquella part del país als segles X aC i IX aC, quan formava part del Regne de Judà. La part no fortificada de la ciutat la podia haver destruït el faraó Sheshonq I l'any 925 aC. Roboam la va fortificar a la primera meitat del segle ix aC, i sota els reis israelites Asà i Josafat era una ciutat important. Per la seva situació, custodiava les valls que conduïen a l'interior del país i cap a Jerusalem, i les defensava dels invasors que poguessin arribar per mar.

### La ciutat israelita
Per la Bíblia se sap que Roboam la va fortificar juntament amb les ciutats d'Adoraim i Azecà. Com que Laquix era una ciutat fronterera, tenia una línia doble de muralles de rajoles de fang sobre fonaments de pedra. La muralla feia uns sis metres d'ample i la porta de la ciutat, a la part sud-oest de la muralla, era una de les més grans i més poderosament fortificades de l'època. A l'acròpoli s'hi va construir un palau, que servia de residència al governador, nomenat pel rei de Judà.
La nova ciutat la va arrasar completament l'exèrcit assiri de Sennàquerib entre els anys 713 i 701 aC malgrat la forta resistència dels defensors. La campanya assíria contra el rei Ezequies de Judà és documentada a la Bíblia. Alguns relleus monumentals sobre pedra trobats al palau de Sennàquerib a Nínive mostres imatges de la batalla. També s'han trobat als jaciments de Tel Laquix centenars de fletxes i restes d'armes que serien una prova més de l'existència de la batalla.
Durant el regnat de Josies (639-609 aC), la ciutat va tornar a ser reconstruïda i fortificada, tot i que aquest cop d'una manera més modesta. Laquix va tornar a ser de nou capturada i destruïda, a mans dels babilonis encapçalats per Nabucodonosor II, cap als anys 587-585 aC. La ciutat va renéixer altra vegada durant l'etapa persa al segle v aC i Alexandre el Gran la va capturar l'any 332 aC. Finalment, al segle ii aC, la ciutat es va abandonar definitivament.

### Època moderna
El moixav de Laquix es va fundar el 1955 a la zona propera al jaciment arqueològic, agafant-ne el nom. Posteriorment esdevingué el centre administratiu de la resta de moixavim de la zona i model per a municipis similars establerts a Nigèria, a Zàmbia i al Nepal durant els anys seixanta.

## Estructura municipal
El municipi de Laquix agrupa quinze moixavim: Ahuzzam (אחוזם), Amazya (אמציה), Laquix (לכיש), Menuha (מנוחה), Nehora (נהורה), Nir Hen (ניר חיין), Nogah (נוגה), Ozem (עוצם), Sede Dawid (שדה דוד), Sede Moshe (שדה משה), Shahar (שחר), Sheqef (שקף), Telamim (תלמים), Yad Natan (יד נתן) i Zohar (זוהר).